# Hnutí pro praktické křesťanství
Hnutí pro praktické křesťanství (v anglickém originále Life and Work) byl jeden z proudů v ekumenickém hnutí. Navazoval na myšlenku švédského teologa Nathana Söderbloma, který tvrdil, že jednota církve je v souvislosti s její aktivní angažovaností a spoluprací na poli sociální problematiky. Vedle toho se hnutí inspirovalo rovněž křesťanským pacifismem.

## Historie
Na počátku první světové války, začátkem srpna roku 1914, vznikla ve švýcarské Kostnici „Světová aliance pro přátelství mezi národy prostřednictvím církví“ (v originále World Alliance for Promoting International Friendship through the Churches). V tomtéž roce navíc ve Spojeném království vznikla organizace „Svaz smíření“ (v překladu Fellowship of Reconciliation), která razila pacifistické myšlenky. V katolickém prostředí existovala od roku 1911 skupina nazvaná „Mezinárodní liga pro mír“ (La Ligue internationale des Catholiques pour la paix).
Teolog Söderblom zorganizoval koncem roku 1917 ve švédském městě Uppsala mezinárodní křesťanskou konferenci, jíž se účastnili delegáti z ve válce neutrálních zemí. Zástupci církví válčících států pozvání odmítli. Na setkání se diskutovaly otázky jednoty křesťanů a její úzká souvislost s mezinárodním mírem. Vlastní „Hnutí pro praktické křesťanství“ ale formálně vzniklo až o dva roky později (1919), na konferenci v nizozemském Oud Wassenaar. Jeho první světová konference se uskutečnila roku 1925 ve Stockholmu. Účastnilo se jí na šest set zástupců ze 37 zemí, které vyslaly samotné církve. Mezi delegáty patřili i zástupci pravoslavných církví, jež k účasti svým okružním listem přímo vyzval ekumenický patriarcha z Konstantinopole. Nedorazili ovšem zástupci katolické církve, a to i přesto, že přípravný výbor konference se snažil i o jejich přítomnost.
Druhá konference se uskutečnila během července 1937 v britském Oxfordu. Její téma znělo Církev, společnost a stát. Na jednání rezonovaly snahy německých vládních kruhů, které se snažily tamní církev získat na svou stranu. Účastníci konference se proti těmto tendencím vymezili a tvrdili, že církev má zůstat církví, neboť jinak nemůže plnit svou úlohu vůči státu i celé společnosti.
Po skončení druhé světové války se kompletní „Hnutí pro praktické křesťanství“ roku 1948 začlenilo do Světové rady církví (SRC).